# 齋扎
齋扎是由齋叉燒、齋鮑魚、水根及腐皮四種素食加不同的調味料，如南乳、齋蠔油製成，外表十分像雞扎，味道酸甜。它和齋扎蹄是不同的食品。